# Forza termodinamica
In termodinamica si analizzano spesso sistemi in cui sono presenti più variabili estensive e più variabili intensive ad esse coniugate. Per alcune applicazioni è necessario valutare le variazioni di queste variabili durante la trasformazione in esame: ciò avviene ad esempio in termodinamica del non equilibrio. Per forza termodinamica  (o forza spingente o salto motore o forza fluidomotrice) si intende il gradiente di una variabile intensiva associata ad una  variabile estensiva. Queste forze causano dei flussi che consistono nella variazione delle associate quantità estensive.

## Esempi
- Nel caso del trasporto di calore da un corpo caldo a un corpo freddo la forza spingente è il gradiente di temperatura che esiste tra i due corpi.
- Nel caso del trasporto di materia tra due soluzioni separate da una membrana semipermeabile, una possibile forza spingente può essere il gradiente di concentrazione tra le soluzioni ai lati della membrana.[2]
- Nell'operazione unitaria di distillazione la forza spingente che determina la separazione dei componenti della miscela alimentata nella colonna è la differenza di volatilità dei componenti.